# Zentralamerika- und Karibikspiele 2006/Badminton
Badminton war eine Sportart der in Cartagena ausgetragenen Zentralamerika- und Karibikspiele 2006. Das Badmintonturnier fand vom 15. bis zum 30. Juli 2006 in Santo Domingo statt.

## Medaillengewinner
| Disziplin    | Gold | Silber | Bronze |
| ------------ | --- | --- | --- |
| Herreneinzel | Kevin Cordón | Ilian Perez | Erick Anguiano |
| Herreneinzel | Kevin Cordón | Ilian Perez | Pedro Yang |
| Dameneinzel  | Solángel Guzmán | Lissandra Suarez | Marlin Maldonado |
| Dameneinzel  | Solángel Guzmán | Lissandra Suarez | Isaura Medina |
| Herrendoppel | Erick Anguiano Pedro Yang                                                                                                   | Lazaro Jerez Ilian Perez | Rodolfo Ramírez Kevin Cordón |
| Herrendoppel | Erick Anguiano Pedro Yang                                                                                                   | Lazaro Jerez Ilian Perez | Alexander Hernández Yunier Alvarez |
| Damendoppel  | Marisol Dominguez Naty Rangel                                                                                               | Solángel Guzmán Isaura Medina | Marlin Maldonado Annelisse Micheo |
| Damendoppel  | Marisol Dominguez Naty Rangel                                                                                               | Solángel Guzmán Isaura Medina | Victoria Montero Rossina Nuñez |
| Mixed        | Solángel Guzmán Ilian Perez                                                                                                 | Isaura Medina Yunier Alvarez | Marisol Dominguez Jesús Aguilar |
| Mixed        | Solángel Guzmán Ilian Perez                                                                                                 | Isaura Medina Yunier Alvarez | Naty Rangel José Luis González Alcantar |
| Team         | Kuba Ilian Perez Lazaro Jerez Alexander Hernández Yunier Alvarez Solángel Guzmán Isaura Medina Lissandra Suarez Leidys Mora | Guatemala Erick Anguiano Rodolfo Ramírez Pedro Yang Kevin Cordón Marlin Maldonado Annelisse Micheo Jennifer Estrada Karen Morales | Mexiko Jesús Aguilar José Luis González Alcantar Daniel Orozco Salvador Sánchez Martínez Marisol Dominguez Naty Rangel Victoria Montero Rossina Nuñez |

## Teilnehmer
| Land                    | Herren                                                                                             | Damen                                                                                         | Starter |
| ----------------------- | -------------------------------------------------------------------------------------------------- | --------------------------------------------------------------------------------------------- | ------- |
| Barbados                | Greg M. Padmore Kevin L. Wood                                                                      | –                                                                                             | 2       |
| Kuba                    | Yunier Alvarez Bernal Alexander Hernandez Acosta Ilian Perez Jimenez Lazaro Y. Jerez Cardenas      | Solangel Guzman Perez Isaura C. Medina Marrero Leidys E. Mora Orozco Lissandra Suarez Benitez | 8       |
| Guatemala               | Erick Anguiano Rodolfo Ramírez Pedro Yang Kevin Cordón                                             | Marlin Maldonado Annelisse Micheo Jennifer Estrada Karen Morales                              | 8       |
| Jamaika                 | Bradley Graham Emelio Mendez Garron Palmer Charles Pyne                                            | Kristal Karjohn Alya Lewis Shawnekka M. Phillips Nigella Saunders                             | 8       |
| Mexiko                  | Jesus D. Aguilar Rojas Jose L. Gonzalez Alcantar Daniel A. Orozco Franco Salvador Sanchez Martinez | Marisol Dominguez Noriega Victoria Montero Rossina E. Nunez Yanez Naty L. Rangel de la Concha | 8       |
| Puerto Rico             | Julio E. Diaz Torres Victor Perez Narvaez Esteban M. Rivera Fuentes                                | Keara Gonzalez Starks                                                                         | 4       |
| Dominikanische Republik | Nelson Javier Héctor Pena Francisco Sanchez Nova Rafael A. Santin Ortiz                            | Nairobis Castillo Marys Fiordaliza de Óleo Reyes Yomaira Sanchez Ana M. Sanchez Feliz         | 8       |
| Suriname                | Gilmar Jones Virgil Soeroredjo Derrick Stjeward Mitchel Wongsodikromo                              | Mireille van Daal                                                                             | 5       |
| Trinidad und Tobago     | Darron Charles Kerwyn Pantin Anil Seepaul Glendon Thomas                                           | Kesma Benito Nekeisha Blake Avril Plaza Lisa Umraw                                            | 8       |

## Medaillenspiegel
| Platz  | Land      | Gold | Silber | Bronze | Gesamt |
| ------ | --------- | ---- | ------ | ------ | ------ |
| 1      | Kuba      | 3    | 5      | 2      | 10     |
| 2      | Guatemala | 2    | 1      | 5      | 8      |
| 3      | Mexiko    | 1    | 0      | 4      | 5      |
| Gesamt | Gesamt    | 6    | 6      | 11     | 23     |